# Blanchard Ryan

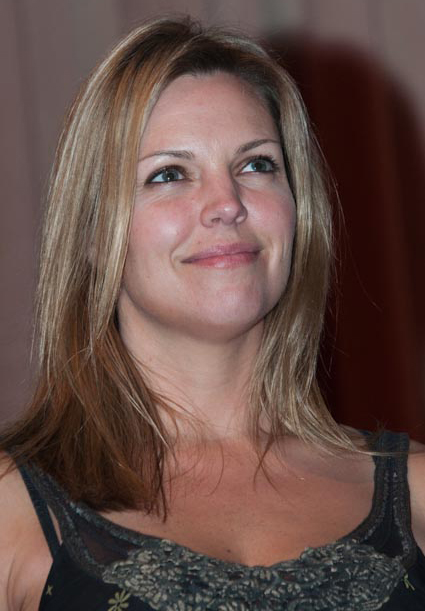
Blanchard Ryan, februari 2009

Susan Blanchard Ryan, född 12 januari 1967 i Boston, Massachusetts, är en amerikansk skådespelerska. Hon använder sitt andra förnamn Blanchard eftersom Susan Ryan redan var ett registrerat namn i Screen Actors Guild.
Hon är kanske främst känd för sin roll som Susan i Open Water. För sin medverkan i filmen fick hon 2004 ta emot en Saturn Award för bästa skådespelerska.
Hennes far, Ron Ryan, var tidigare coach och general manager för Hartford Whalers. 

## Filmografi i urval
- 1999 – Big Helium Dog
- 2000 – Sex and the City avsnitt "Running with Scissors"
- 2001 – Super Troopers
- 2003 – Open Water
- 2006 – Beerfest
- 2008 – Pistol Whipped
- 2008 – The Brooklyn Heist
- 2009 – It's Complicated